# 锡蒙托夫卡农村居民点
锡蒙托夫卡农村居民点（俄语：Симонтовское сельское поселение）是俄罗斯联邦布良斯克州姆格林区所属的一个农村居民点。其下辖有5个居民点，行政中心为锡蒙托夫卡。据2015年统计，该农村居民点的人口为638人。